# Историко-этнографический музей крымчаков
«Народный историко-этнографический музей крымчаков имени И. В. Ачкинази» — музей в городе Симферополе, где собраны материалы и предметы истории, культуры, выдающихся лиц автохтонного этноса Крыма — крымчаков. Заведующая музеем — Наталья Сумина.

## Общие данные
Историко-этнографический музей крымчаков расположен по адресу Симферополь, улица Крылова, 54. Музей создан в 2004 году при этно-культурном центре крымчаков «Кърымчахлар». Статус — не юридическое лицо, форма собственности коллективная.

## История
Замысел создать собственный музей возник сразу после Второй мировой войны. После окончания войны количество крымчаков в сравнении с довоенной статистике сократилось почти на 80 %, потом начали собирать свидетельства о представителях этноса. Во время таких встреч часто звучала идея о создании собственного музея. Несмотря на нехватку средств на его организацию (хотя деньги на музей — членские взносы и пожертвования собирали годами и составляли в старинный металлический сундук — «кум бара»). Воплотить в жизнь идею помогли государственный и крымский комитеты по делам национальностей и фонд «Возрождение».
Решение о создании музея было принято 3 сентября 2003 года правлением этно-культурного центра крымчаков в Симферополе. Инициаторами выступили председатель правления общества крымчаков Ю. М. Пурим и член правления республиканского культурно-просветительского общества крымчаков «Крымчахлар», научный сотрудник Института востоковедения, кандидат исторических наук, этнолог И. В. Ачкинази. Открылся музей в следующем 2004 году, но состоял только из одного зала, а в 2006 году расширился до трёх. Первым хранителем музея была Нина Юрьевна Бакши. Согласно постановлению от 1 марта 2009 года коллегии Министерства культуры и искусств Автономной Республики Крым получил статус «народного музея». В 2013 году в Голубом зале Центрального музея Тавриды во время V-го Республиканского конкурса музеев Крыма, в рамках Международного дня музеев, Историко-этнографический музей крымчаков получил II место и награждён Дипломом II степени в номинации «Лучший музей, который на общественных началах». В 2014 году состоялось празднование десятилетия музея. В праздновании участвовали представители общин Крыма, работники крымских музеев, журналисты и другие лица.
В 2017 году музей стал лауреатом республиканского конкурса Ассоциации заповедников и музеев Крыма в номинации «Музей года».

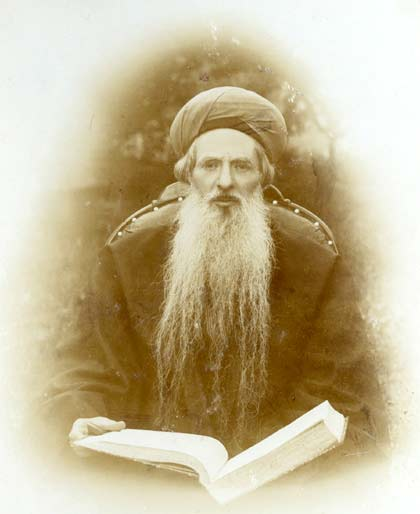
Духовный лидер крымчаков «хахам»

## Фонды, экспозиция, деятельность
Экспозиции выполнены по музейным стандартам. Экспонаты находятся под системой музейной защиты и описаны с музейными стандартами. Общее количество экспонатов — 1333 ед. хранения, количество музейных предметов основного фонда составляет 273 ед. Экспонаты изображают жизнь крымчаков с XIX века до нашего времени. Ведется номенклатурная и учётная документация. Составляются акты приёма и выдачи экспонатов. Описание экспонатов записано в трёх книгах учёта (по состоянию на 2015 год). В период с 25 июня по 5 августа 2009 года фонд музея пополнился 52 экспонатами. Поступление произошло из городов Симферополь, Алушта, Белогорск. В музее действует архив, который оборудован шкафами и стеллажами, работает согласно архивным стандартам. Музей находится под защитой.
Площадь музея составляет 82,7 м². Первый зал открылся в июне 2004 года. В дальнейшем площадь музея была расширена за счёт ещё двух расположенных рядом комнат. На данный момент в музее три экспозиционных зала:
1. «Холокост» — состоит из девяти стендов и девяти витрин, в нём расположены экспонаты, показывающие геноцид крымчаков во время Второй мировой войны. На Крымском полуострове расстреляли примерно 80 % всех крымчаков.
2. «Картинно-портретный» — в нём проводятся лекции и заседания учёных и культурных деятелей. В нём расположен триптих Ильи Борохова «Обычаи и традиции крымчаков», портреты крымчаков — среди которых крымчакские педагоги, священнослужители и известные культурные деятели.
3. «Культурное наследие крымчаков» — в нём собраны материалы, рассказывающие о популяризаторах крымчакской культуры и этнографических особенностях крымчакского этноса.

Действуют экспозиции, посвящённые:
- Выдающемуся писателю крымчакского происхождения Илье Сельвинскому, его творчеству и моментам его биографии;
- Быту и жизни крымчаков. Включает старинную посуду, музыкальные инструменты, редкие документы и фотографии крымчаков, которые ранее хранились в Государственном этнографическом музее Санкт-Петербурга и Госархиве Симферополя.
- «Кърымчахлар» сегодня: издание крымчакской литературы (Альманах "Крымчаки № 1, № 2-3, стихи крымчакских поэтов и писателей и т. д.).

Музеи постоянно проводят различные массовые мероприятия — «Дни памяти крымчаков», «дни культуры», «встречи с интересными людьми», «экскурсии по музею».